# الجمعية البرلمانية الأوروبية-الأمريكية اللاتينية
الجمعية البرلمانية الأوروبية-الأمريكية اللاتينية (بالإنجليزية: Euro-Latin American Parliamentary Assembly)‏ المعروفة اختصاراً بـ EuroLat هي هيئة عابرة للقوميات تضم 150 برلمانيًا من أوروبا وأمريكا اللاتينية. تأسست في عام 2006 لتعزيز العلاقات بين الاتحاد الأوروبي وأمريكا اللاتينية. ووصفتها بنيتا فيريرو فالدنر، مفوضة العلاقات الخارجية بالاتحاد الأوروبي، بأنها «واحدة من الهيئات الرئيسية في ضمان التعاون المثمر بين منطقتينا».